# 辰巳楢太郎
辰巳 楢太郎（たつみ ならたろう、1865年3月18日（慶応元年2月21日） - 1940年（昭和15年）4月30日）は、明治から昭和時代前期の大地主、政治家、銀行家。貴族院多額納税者議員。

## 経歴
辰巳平四郎の長男として大和国平群郡法隆寺村（奈良県生駒郡法隆寺村を経て現斑鳩町）に生まれ、1892年（明治25年）11月家督を相続する。1886年（明治19年）大阪府師範学校中等師範学科を卒業する。農業を営む傍ら、1895年（明治28年）法隆寺村会議員に当選し、ついで生駒郡会議員、同議長、奈良県会議員、所得税調査委員会会長、西和銀行頭取などを歴任した。
1904年（明治37年）奈良県多額納税者として貴族院議員に互選され、同年9月29日から1911年（明治44年）9月28日まで在任した。